# V-42 Stiletto
Das V-42 Stiletto ist ein kanadisch/amerikanisches Kampfmesser, das als Stichwaffe konzipiert wurde.

## Geschichte
Das V-42 wurde während des Zweiten Weltkrieges in erster Linie von Offizieren der First Special Service Force, eine amerikanisch-kanadische Spezialeinheit, entworfen. Der kommandierende Offizier Robert T. Frederick wünschte sich ein Nahkampfmesser für seine Leute. Frederick orientierte sich dabei am Fairbairn-Sykes-Dolch, den er aus seiner Zeit im Vereinigten Königreich kannte.
Das Unternehmen W. R. Case & Sons Cutlery  aus Bradford (Pennsylvania) wurde ausgewählt um einige Prototypen herzustellen. Das Messer wird in den Dokumenten offiziell „Knife, Fighting, Commando Type, V-42“ bezeichnet. Drei Prototypen wurden von im August 1942 geliefert. Case Cutlery bekam in den Jahren 1942 und 1943 mehrere Aufträge über eine Gesamtanzahl von 3.423 Stück. Case Cutlery stellte von 1989 bis 1993 eine Nachkriegsversion her.
Das V-42 ist auf den Abzeichen des Canadian Special Operations Forces Command und einem Abzeichen der United States Army Special Forces abgebildet.
Gil Hibben ließ sich vom V-42 zu den Dolchen Silver Shadow, Hellfyre Shadow und Black Shadow inspirieren. Brent „Besh“ Beshara entwarf mit dem Dolch Case BESH Wedge eine Version mit der Besh-Wedge, einer besonderen Klingengeometrie, die höhere Belastbarkeit verspricht. United Cutlery legte den V-42 mit anderer Griffform mit Fingermulden auf einer Seite sowie anderer Materialwahl neu auf.

## Beschreibung
Im Kampf erwies sich das V-42 als ausgezeichnete Stichwaffe, die Leder und schwere Kleidung leicht durchdringen konnte, obwohl ihre Nadelspitze gelegentlich nach einem tiefen Stich beim Kontakt mit Knochen stecken blieb, was das Zurückziehen der Waffe erschwerte. Für Alltagsarbeiten wie dem Öffnen einer Nahrungsmitteldose kann es nicht gebraucht werden, da es sonst beschädigt werden kann.
Der V-42 wiegt 0,20 kg, hat eine entweder 18,42 cm oder 18,10 cm lange Klinge und einen 14 cm langen Griff, und eine Gesamtlänge von ungefähr 32 cm. Zu den Merkmalen der Waffe gehören eine auf beiden Seiten hohl geschliffene, nadelartige Klinge aus Kohlenstoffstahl. Die Fehlschärfe ist mit Querrillen versehen, um dort den Daumen aufzulegen, wenn das Messer zu einem Stich geführt wird. Der Griff besteht aus aneinandergereihten Lederscheiben. Ein weiteres Merkmal ist der spitze Knauf, der als „Schädelbrecher“ verwendet werden kann. Bei den frühen Versionen des V-42 war dieser so spitz, dass er an der Kleidung des Trägers hängen blieb. Dieses veranlasste die Soldaten den spitzen Knauf abzufeilen.